# Megobaralipton kalimantanum
Megobaralipton kalimantanum là một loài bọ cánh cứng trong họ Cerambycidae.